# Џон Казале
Џон Холанд Казале (енгл. John Holland Cazale; Ревир, 12. август 1935 — Њујорк, 13. март 1978) био је амерички филмски, позоришни и ТВ глумац. Глумио је у пет филмова, од којих су сви номиновани за награду Оскар за најбољи филм: Кум (1972), Прислушкивање (1974), Кум 2 (1974), Пасје поподне (1975) и Ловац на јелене (1978).
Најпознатији је по улози Фреда Корлеонеа у филмовима Кум и Кум 2.

## Рани живот
Џон Казале је рођен 12. августа 1935. године у Ревиру, градићу у савезној држави Масачусетс, као друго од троје дјеце. Мајка Сесилија Холанд била је Американка ирског поријекла. Отац, Џон Казале, био је италијанског поријекла. Казале је одрастао и школовао се у Винчестеру. Драмски факултет студирао је у Оберлину, а касније у Бостону.

## Каријера
По дипломирању, Казале је радио као таксиста. Позоришну каријеру започео је у позоришту „Чарлс плејхаус” (енгл. Charles Playhouse) у Бостону. Потом се преселио у Њујорк, гдје је, радећи као фотограф, чекао прилику за глумачки посао. Радио је и као курир за Стандард Оил, гдје је 1966. године упознао Ал Пачина. Глумио је у многим позоришним представама, да би га 1971. године филмски продуцент Фред Рус препоручио Франсису Форду Кополи за улогу Фреда Корлеонеа у филму „Кум”.
Своју једину улогу у ТВ серијама Казале је одиграо 1968. године у ТВ серији N.Y.P.D.
„Кум” (1972) је представљао Казалеов дебитантски филмски наступ, који га је учинио познатим. Режисер филма, Франсис Форд Копола био је импресиониран Казалеовом глумом у споредној улози, те га је ангажовао и за филм „Прислушкивање”, 2 године касније.
У филму „Прислушкивање” (1974), Џон Казале се појавио у улози Стена, помоћника параноичног стручњака за надзор, Херија Кола, којег је глумио Џин Хекман.
Исте године, Казале поново глуми Фреда Корлеонеа у филму „Кум 2”, овога пута у доста опширнијој улози.
Годину дана касније, Џон се појављује у филму „Пасје поподне” (1975), заједно са Ал Пачином. За улогу Салватореа „Сала” Натурилеа, Казале је номинован за награду Златни глобус за најбољег споредног глумца у играном филму.
Иако му је филмска каријера била у успону, Казале је и даље глумио и у позоришту. Играо је у многим представама Израела Хоровица. У мају 1975. године, Џон се враћа у позориште „Чарлс плејхаус” како би подржао Ал Пачина у позоришним представама. Свој посљедњи позоришни наступ Казале је имао 29. априла 1977, у позоришту „Вивијан Боумонт” (енгл. Vivian Beaumont Theater). Непосредно након посљедњег позоришног наступа, Казалеу је дијагностикован карцином плућа.
Упркос болести, Џон Казале је наставио сарађивати са својом партнерком Мерил Стрип, те је своју посљедњу улогу одиграо у филму „Ловац на јелене” (1978), у којем су глумили и Роберт де Ниро, Кристофер Вокен и Џон Севиџ. Режисер филма, Мајкл Чимино, преуредио је распоред снимања сцена, како би прво снимио све сцене у којима се појављује Казале. Џон је успјешно одглумио своје сцене у филму, али је преминуо прије његовог објављивања. Према наводима Мерил Стрип, Роберт де Ниро је финансирао Казалеово здравствено осигурање како би се Џон појавио у филму.

## Приватни живот
Њему блиски описивали су Казалеа као „стидљивог” и „веома емотивног”. Упркос томе што је играо непромишљене и жестоке ликове, Казале је у сваком погледу био изузетно љубазна и њежна особа и брзо се спријатељио са већином глумаца са којима је радио. Џон је за свог најбољег пријатеља сматрао Ал Пачина, којег је упознао као тинејџер. И сам Пачино је више пута рекао: „Све што сам желио је да радим са Џоном до краја живота. Он је био мој сценски партнер“.
Казале је 1976. године упознао Мерил Стрип, са којом је био у романтичној вези све до смрти.

## Смрт
Као хронични пушач, Џон Казале је оболио од рака плућа 1977. године. Упркос бројним третманима и терапијама, рак је метастазирао на кости. Џон Казале је преминуо 13. марта 1978. године, у 42. години живота. Његова партнерка, Мерил Стрип, била је уз њега све вријеме болести. Казале је сахрањен на Гробљу Светог Крста (енгл. Holy Cross Cemetery) у Молдену.

## Филмографија
| Улоге Џона Казалеа |                 |               |                            |          |
| Година             | Српски назив    | Изворни назив | Улога                      | Напомена |
| 1972.              | Кум             |               | Фредерико „Фредо” Корлеоне |          |
| 1974.              | Прислушкивање   |               | Стен                       |          |
| 1974.              | Кум 2           |               | Фредерико „Фредо” Корлеоне |          |
| 1975.              | Пасје поподне   |               | Салваторе „Сал” Натуриле   |          |
| 1978.              | Ловац на јелене |               | Стен                       |          |

## Награде и номинације
Једино значајније филмско глумачко признање, Казале је добио 1975. године за улогу Салватореа „Сала” Натурилеа, када је номинован за Златни глобус за најбољег споредног глумца у играном филму. Упркос његовом недостатку признања и награда, Казале се издваја по томе што су сви филмови у којима је глумио номиновани за награду Оскар за најбољи филм, од којих су три филма; Кум (1972), Кум 2 (1974) и Ловац на јелене (1978) и освојили награду.

## Заоставштина
Позориште на Менхетну, „Макгин/Казале Театар” (енгл. McGinn/Cazale Theatre), носи назив по Џону Казалеу и његовом колеги и пријатељу, Валтеру Макгину, који је погинуо у саобраћајној несрећи 1977. године.
Свих пет филмова у којима је Казале глумио касније ће бити уврштени у Национални филмски регистар (NFR) САД-а.
Лик Фреда Корлеонеа којег је играо Казале, искориштен је у видео игри The Godfather из 2006. године.
Његов живот и каријера описани су у документарном филму I Knew It Was You, режисера Ричарда Шепарда који је објављен 2009. године.